# Ignasi Guardans i Cambó
Ignasi Guardans i Cambó (Barcelona, 18 de maig de 1964) és un advocat i ex-polític català, exdiputat al Parlament de Catalunya (1995), al Congrés dels Diputats (1996-2004) i al Parlament Europeu (2004-2009).

## Biografia
És fill de Ramon Guardans i Vallès i Helena Cambó i Mallol, i net de Francesc Cambó. Es va llicenciar i doctorar a la Universitat de Navarra (1992). Després va ser professor de Dret Internacional Privat a la Universitat de Navarra, a la Universitat de Barcelona i a la Universitat Abat Oliba entre 1988 i 1995. A partir de l'any 1992 va començar a treballar com a advocat, sempre a bufets col·lectius d'àmbit internacional.
Va iniciar la seva activitat política el 1995 com a diputat de CiU al Parlament de Catalunya. Un any més tard va passar a ser diputat al Congrés dels Diputats, càrrec que va ocupar fins al 2004. Durant aquest període va ser Portaveu del Grup Parlamentari Català en diverses Comissions i va assumir diverses responsabilitats especialment en l'àmbit d'assumptes exteriors i europeus, de justícia, de cultura i d'educació. De 1999 a 2004 va ser membre de les Assemblees Parlamentàries del Consell d'Europa (a la Comissió d'Assumptes Jurídics i Drets Humans) i de la Unió Europea Occidental (a la Comissió Política).
Des de juny de 2004 fins a l'abril de 2009 fou eurodiputat de Convergència Democràtica de Catalunya al Parlament Europeu, integrat a l'Aliança dels Liberals i Demòcrates per Europa (ALDE). Va ser vicepresident de la Comissió de Comerç Internacional, membre de la Comissió de Llibertats Públiques, Justícia i Interior i de la Comissió de Cultura i Educació. Alhora és membre de les Delegacions per les relacions amb els Estats Units i amb els països de l'Europa sud-oriental. Fins al gener del 2007, va ser vicepresident de la Comissió d'Afers Constitucional.
Al Parlament Europeu va centrar la seva activitat en tres àmbits principals: la defensa dels drets individuals (drets personals davant la seguretat als aeroports, protecció de dades, investigació de les activitats il·legals de la CIA en territori europeu); les relacions comercials de la Unió Europea amb la resta del món (amb especial atenció a la petita i mitjana empresa, i a l'impacte de les negociacions en el si de l'Organització Mundial de Comerç). A la Comissió de Cultura, s'ha dedicat especialment a tot el que es refereix a la política audiovisual: Programa Media i Media Mundus per a la promoció del cinema europeu; directiva de serveis de mitjans audiovisuals; directives en matèria de telecomunicacions i Internet, lluita contra la pirateria i recerca d'un nou model per la gestió dels drets d'autor a Europa.
La seva activitat com a eurodiputat durant la seva única legislatura europea ha estat premiada en dues ocasions (el 2006 i el 2008), en ser escollit Eurodiputat de l'Any per l'Associació de Periodistes Parlamentaris (APP) d'entre els 54 eurodiputats espanyols.
El 26 de novembre de 2008 es trobava en un hotel de la ciutat índia de Bombai quan hi van haver una dotzena d'atemptats en els quals van morir 175 persones. Una de les bombes va explotar a l'hotel en el qual s'allotjava.
En 2009 va ser nomenat director de l'Institut de la Cinematografia i de les Arts Audiovisuals per la ministra de cultura Ángeles González-Sinde (PSOE). Tanmateix l'octubre de 2010 va ser destituït a causa de "pèrdua de confiança". L'any 2010 va abandonar la seva militància a Convergència Democràtica de Catalunya.
Ha publicat un llibre i diversos capítols en obres de caràcter jurídic. És membre de diverses associacions culturals, econòmiques i professionals. Participa regularment en activitats de reflexió i anàlisi d'institucions privades europees i nord-americanes en àmbits de política exterior, la cultura i drets humans. Escriu sovint a uns quants diaris, i col·labora habitualment a alguns programes de ràdio i televisió.

## Genealogia
Ancestres d'Ignasi Guardans:
|  |                            |  |  |  |  |  |  |  |  |  |  |  |  |  |  |  |
|  | 4. Ramón Guardans Adserias |  |  |  |  |  |  |  |  |  |  |  |  |  |  |  |
|  |                            |  |  |  |  |  |  |  |  |  |  |  |  |  |  |  |
|  |                            |  |  |  |  |  |  |  |  |  |  |  |  |  |  |  |
|  | 2. Ramon Guardans i Vallès |  |  |  |  |  |  |  |  |  |  |  |  |  |  |  |
|  |                            |  |  |  |  |  |  |  |  |  |  |  |  |  |  |  |
|  |                            |  |  |  |  |  |  |  |  |  |  |  |  |  |  |  |
|  | 5. Teresa Vallès i Grau    |  |  |  |  |  |  |  |  |  |  |  |  |  |  |  |
|  |                            |  |  |  |  |  |  |  |  |  |  |  |  |  |  |  |
|  |                            |  |  |  |  |  |  |  |  |  |  |  |  |  |  |  |
|  | 1. Ignasi Guardans i Cambó |  |  |  |  |  |  |  |  |  |  |  |  |  |  |  |
|  |                            |  |  |  |  |  |  |  |  |  |  |  |  |  |  |  |
|  |                            |  |  |  |  |  |  |  |  |  |  |  |  |  |  |  |
|  | 12. Miguel Cambó de Traver |  |  |  |  |  |  |  |  |  |  |  |  |  |  |  |
|  |                            |  |  |  |  |  |  |  |  |  |  |  |  |  |  |  |
|  |                            |  |  |  |  |  |  |  |  |  |  |  |  |  |  |  |
|  | 6. Francesc Cambó i Batlle |  |  |  |  |  |  |  |  |  |  |  |  |  |  |  |
|  |                            |  |  |  |  |  |  |  |  |  |  |  |  |  |  |  |
|  |                            |  |  |  |  |  |  |  |  |  |  |  |  |  |  |  |
|  | 13. Josefa Batlle          |  |  |  |  |  |  |  |  |  |  |  |  |  |  |  |
|  |                            |  |  |  |  |  |  |  |  |  |  |  |  |  |  |  |
|  |                            |  |  |  |  |  |  |  |  |  |  |  |  |  |  |  |
|  | 3. Helena Cambó i Mallol   |  |  |  |  |  |  |  |  |  |  |  |  |  |  |  |
|  |                            |  |  |  |  |  |  |  |  |  |  |  |  |  |  |  |
|  |                            |  |  |  |  |  |  |  |  |  |  |  |  |  |  |  |
|  | 7. Mercè Mallol i Codina   |  |  |  |  |  |  |  |  |  |  |  |  |  |  |  |
|  |                            |  |  |  |  |  |  |  |  |  |  |  |  |  |  |  |
|  |                            |  |  |  |  |  |  |  |  |  |  |  |  |  |  |  |